# Snasudowo
Snasudowo (ros. Снасудово) – wieś w Rosji, w rejonie wołogodzkim obwodu wołogodzkiego. W 2010 r. liczyła 83 mieszkańców.